# Siostra Betty
Siostra Betty (ang. Nurse Betty) – amerykańsko-niemiecka komedia kryminalna z 2000 roku w reżyserii Neila LaBute'a.

## Fabuła
Kelnerka Betty jest miłośniczką serialu „Ktoś do kochania” i platonicznie zakochana w jednym z bohaterów owej opery mydlanej, doktorze Ravellim. Kiedy jej mąż zostaje zamordowany, wyobraźnia zaczyna zacierać rzeczywistość. Zaczyna wierzyć, że jest jedną z gwiazd serialu; pielęgniarką. Wyrusza samochodem do Los Angeles, w poszukiwaniu doktora Davida Ravellego, jako niegdyś utraconego narzeczonego.
W bagażniku jej samochodu znajduje się cenny towar, należący do morderców jej męża. Wyruszają w ślad za Betty.
Film ukazuje nienaturalne przywiązanie ludzi do seriali telewizyjnych.

## Obsada
- Renée Zellweger - Betty Sizemore
- Morgan Freeman - Charlie
- Chris Rock - Wesley
- Greg Kinnear - George McCord (Dr. David Ravell)
- Aaron Eckhart - Del Sizemore
- Pruitt Taylor Vince - Eldon Ballard
- Tia Texada - Rosa Hernandez
- Allison Janney - Lyla Branch
- Harriet Sansom Harris - Ellen
- Crispin Glover - Roy Ostery
- Elizabeth Mitchell - Chloe

## Nagrody
- 2000: Nagroda za najlepszy scenariusz na 53. MFF w Cannes
- 2001: Złoty Glob dla najlepszej aktorki w filmie komediowym lub musicalu (Renée Zellweger)
- 2001: Złoty Satelita dla najlepszej aktorki w komedii (Renée Zellweger)
- 2001: Złoty Satelita dla najlepszego aktora drugoplanowego w komedii (Morgan Freeman)